# Antonio Marovelli
Antonio Luigi Marovelli (ur. 4 lipca 1896 w Melegnano, zm. 13 sierpnia 1943 w Mediolanie) – włoski gimnastyk, medalista olimpijski.
W 1920 r. reprezentował barwy Zjednoczonego Królestwa Włoch na letnich igrzyskach olimpijskich w Antwerpii, zdobywając złoty medal w wieloboju drużynowym. 